# SATAM
Die Société Anonyme pour Tous Appareillages Mécaniques, kurz SATAM, war ein französischer Hersteller von Automobilen.

## Unternehmensgeschichte
Das Unternehmen aus La Courneuve begann 1941 mit der Produktion von Automobilen. Der Markenname lautete SATAM. Im gleichen Jahr endete die Produktion bereits wieder.

## Fahrzeuge
Das einzige Modell war ein Elektroauto. Die geschlossene Karosserie bot Platz für zwei Personen. Die Batterien waren zur Hälfte unter der vorderen Haube und zur Hälfte hinter den Sitzen montiert. Die Höchstgeschwindigkeit war mit 48 km/h angegeben.